# Séminaire de Nicolet
Le Séminaire de Nicolet, parfois appelé le Collège de Nicolet, est un ancien collège classique situé à Nicolet. Au moment de sa fondation, c'est la première institution québécoise à offrir le cours classique à l'extérieur de Québec ou Montréal. En fonction entre 1803 et 1969, il voit passer plus de 11 000 élèves.

## Histoire

### Création et incorporation
À son décès en décembre 1800, Louis-Marie Brassard, curé de Nicolet entre 1750 à 1791, lègue sa maison pour en faire une école paroissiale. Elle est ouverte quelques mois plus tard, le 10 mars 1801. À cette époque, le recrutement stagne dans les séminaires de Québec et Montréal. Le village de Nicolet, situé à mi-chemin entre les deux villes, se présente comme un nouveau bassin de candidats qui, de plus, « seraient à l’abri des tentations de la vie urbaine ». Mgr Pierre Denaut, évêque de Québec, à l'initiative de son coadjuteur Joseph-Octave Plessis, y joint les classes latines à la rentrée scolaire 1803. Le Séminaire de Nicolet est créé, malgré l'opposition de Montréal.
Devenu évêque en 1806, Plessis fait l'achat du bâtiment. Considéré comme « véritable fondateur et organisateur » du Séminaire, il nomme Jean Raimbault comme supérieur et finance l'agrandissement des locaux en 1807 et en 1813. Il obtient également, sous forme de legs, les bibliothèques de François Cherrier et Pierre-Joseph Compain (en partie). Le Séminaire est incorporé par lettres patentes du gouvernement britannique le 10 décembre 1821. Une corporation de prêtres séculiers prend la charge de son administration, sous la présidence de l'évêque de Québec.

### Nouveau séminaire
Le Séminaire devient rapidement trop petit pour répondre à la demande. En 1826, Mgr Bernard-Claude Panet, successeur de Plessis, retient le projet de nouvel édifice proposé par l'abbé Jérôme Demers, qui fait appel à l'architecte Thomas Baillairgé. Les travaux débutent en 1827 et se terminent en 1836. Les premiers occupants arrivent toutefois dès 1831. Une chapelle intérieure est aménagée selon les plans de Victor Bourgeau. En 1903, une chapelle extérieure conçue par Louis Caron est ajoutée à l'ensemble. L'édifice rappelle l'époque où au Québec les collèges et séminaires catholiques dispensent une formation classique. En 1973, le gouvernement du Québec reconnaît formellement la valeur historique de cet ensemble immobilier, qui est classé comme patrimonial depuis l'entrée en vigueur de la Loi sur le patrimoine culturel, en 2012.
La population étudiante du Séminaire est majoritairement composée d'enfants d'agriculteurs. Ils y étudient pour accéder à la prêtrise ou aux professions libérales. Au XIXe siècle, l'uniforme scolaire se compose « d'un capot bleu avec nervures blanches qu'on porte attaché avec une ceinture qui est toujours verte ».
Le 17 avril 1863, le conseil de l'Université Laval approuve l'affiliation avec cinq collèges classiques, dont Nicolet. L'existence de l'institution est menacée dans les années 1870 à la suite de la création du Séminaire de Trois-Rivières. Une rivalité s'installe entre le clergé des deux rives du fleuve Saint-Laurent. Le Séminaire de Nicolet produit un mémoire en faveur de la création du diocèse de Nicolet. Celui-ci voit finalement le jour en 1885.
Un « grand séminaire » y est érigé canoniquement le 22 février 1908, en partenariat avec le Grand Séminaire de Québec. 201 grands séminaristes accèderont à l'ordination sacerdotale jusqu'au 15 novembre 1952, date à laquelle un nouveau Grand séminaire de Nicolet est créé.

### Fermeture et reconversion du bâtiment
Le séminaire ferme ses portes dans les années 1960. Depuis 1969, l'édifice est utilisé par l'Institut de police du Québec, devenu l'École nationale de police du Québec.
L'ensemble de la documentation accumulée par le séminaire est conservé par le Centre d'Archives Régionales Séminaire de Nicolet, localisé dans l'édifice rattaché à la cathédrale Saint-Jean-Baptiste de Nicolet.

## Personnalités liées

### Séminaristes
Le Séminaire de Nicolet a formé de nombreuses personnalités marquantes de l'histoire du Québec, dont :
- Jean-Baptiste Proulx (1803-1811)
- Jacques Paquin (1808-1813)
- Étienne Parent (1814-1819)
- Jean-Baptiste-Antoine Ferland (1816-1823)
- Joseph-Isidore Bédard (1816-1824)
- Joseph-Édouard Turcotte (1821-1829)
- Charles Chiniquy (1822-1829)
- Philippe Aubert de Gaspé, fils  (1827-1832)
- Guillaume Barthe (1827-1834)
- Léon Provancher (1834-1840)
- Antoine Gérin-Lajoie (1837-1844)
- Georges Isidore Barthe (1847-1851)
- Irénée Douville (1849-1857)
- François-Xavier-Anselme Trudel (1852-1859)
- Arthur Buies (1854-1855)
- Louis Fréchette (1859-1860)
- Frédéric Houde (1863-1869)
- Nérée Beauchemin (1863-1870)
- Adolphe Poisson (1867-1868)
- Edmond de Nevers (1873-1879)
- Jean Holmes (1877-1878)
- Léon Gérin (1877-1882)
- Charles Gill (1885-1886)
- Georges-Alexandre Courchesne (1892-1900)
- Antonio Pelletier (1895-1897)
- Camille Duguay (1895-1903)
- Émile Coderre (1904-1912)
- Alphonse Désilets (1905-1911)
- Thomas-Marie Charland (1911-1919)
- Raymond Douville (1918-1928)
- Gérard Pelletier (1931-1938)
- Éloi de Grandmont (1935-1942)
- Gilles Leclerc (1941-1949)
- Georges Villeneuve (1944-1946)
- Gérard Marier (1948-1951)
- Pierre Chatillon (1951-1960)
- Louis Caron (1954-1958)
- Jules Tessier (1954-1961)
- Jacques Poulin (1956-1957)

### Administration
- Jean Raimbault, supérieur du Séminaire entre 1806 et 1841.
- Joseph-Onésime Leprohon, directeur du Séminaire entre 1816 et 1841.